# Jonás Gutiérrez
Jonás Manuel Gutiérrez (* 5. Juli 1983 in Presidente Roque Sáenz Peña) ist ein argentinischer Fußballspieler.

## Spielerkarriere

### Im Verein
Jonás Gutiérrez stammt aus der Jugend von Vélez Sársfield, für dessen erste Mannschaft er von 2001 bis 2005 spielte. Dort erreichte er auch seinen bislang größten Erfolg – den Gewinn der Clausura 2005, der argentinischen Meisterschaft. Im Jahr 2005 ging er zu RCD Mallorca, wo er sich sofort zum Stammspieler entwickelte.
Im Februar 2007 durfte er das erste Mal für die argentinische Nationalmannschaft spielen (in einem Freundschaftsspiel gegen Frankreich). Seit der Saison 2007/08 gab es regelmäßig Angebote für Jonás Gutiérrez aus der Premier League.
Im Sommer 2008 nahm er dann auch eines dieser Angebote aus England an und spielt nun für Newcastle United in der englischen Premier League.
In der Winterpause der Saison 2013/14 wechselte er für ein halbes Jahr auf Leihbasis zu Ligakonkurrent Norwich City.

## Persönliches
Im September 2014 gab Gutiérrez bekannt, an Hodenkrebs erkrankt zu sein. Die Erkrankung war im Sommer 2013 entdeckt worden und Gutiérrez hatte sich im Oktober 2013 einer Operation unterzogen. Nach Ende der Ausleihe zu Norwich City im Sommer 2014 unterzog er sich bis November 2014 einer Chemotherapie. Sein erstes Wettbewerbsspiel absolvierte er danach für Newcastles Nachwuchsteam gegen Bolton. Am letzten Spieltag der Saison 2014/15 der Barclays Premier League bewahrte er Newcastle United durch seinen Treffer zur 1:0-Führung vor dem Abstieg.

## Erfolge
- 2005 – Meister mit Vélez Sársfield – Clausura
- 2010 – Premier League Aufstieg mit Newcastle United